# Polar Bear Club
Polar Bear Club (с англ. — «Клуб Полярных Медведей») — американская пост-хардкор группа из Рочестера, Нью-Йорк. Была сформирована в 2005 году вокалистом Джимми Стадтом, гитаристами Крисом Брауни и Кевином Махоуни, басистом Джошем Диланом и барабанщиком Бобом О'Нейлом. Состав неоднократно менялся, за всё время постоянными участниками были только Джимми и Крис. После выпуска последнего альбома Death Chorus в 2013 году, группа отыграла тур и приостановила деятельность в 2015.

## История

### Начальный этап (2005)
Группа Polar Bear Club была сформирована летом 2005 года несколькими членами Нью-Йоркских панк-хардкор и инди-рок-групп Roses Are Red и Achilles. По их словам, влияние на группу оказали такие коллективы как Small Brown Bike, Third Eye Blind, Silent Majority, Hot Water Music и Lifetime, а название команды происходит от одноимённой песни группы Silent Majority. Первым релизом группы стала демозапись из пяти песен, которая вышла в августе 2005 года. Ранее, у группы уже были доступны 2 трека на странице MySpace.

### Первые релизы (2006—2007)
Вскоре после выхода первой записи, группа была замечена лейблом Triple Attack Records, которые выпустили их первый EP The Redder, the Better в мае 2006 года совместно с Luchador Records. EP получил положительные отзывы нескольких веб-сайтов, а несколько песен с него появились в списке «Best of year» австралийского радио Triple R, после чего группа заключила контракт с Red Leader Records в июле 2007 года. В настоящее время, первый EP переиздан на LP, а изначально был доступен только на CD и в Интернете.

### Sometimes Things Just Disappearи переход на Bridge 9 (2008—2009)
Дебютный полноформатный альбом группы Sometimes Things Just Disappear был выпущен в марте 2008 года, и благодаря более широкому освещению и положительным отзывом дал старт растущей популярности группы. После выхода альбома, группе предложили совместный тур The Gaslight Anthem, American Steel, Crime in Stereo, A Wilhelm Scream и Cancer Bat, а также контракт с одним из крупнейших хардкор-лейблов — Bridge 9 Records, о чём официально было объявлено в январе 2009 года. Владелец лейбла Крис Пенн прокомментировал выбор:

Мы не особенно волновались, приглашая Polar Bear Club в нашу «семью». Это было одно из самых лёгких решений, принятых нами, и отличный способ начать 2009 год. Они не только замечательная группа, они так же знают кто они и кем хотят быть, и прекрасно сочетаются с ростом B9. 
В том же году, группа объявила о выходе Sometimes Things Just Disappear на виниле в течение весны. Предварительный заказ пластинки стал доступен 19 марта, а релиз состоялся 24 марта 2009 года, хотя официальная дата релиза была назначена на 7 апреля.

### Chasing HamburgиClash Battle Guilt Pride(2009-2012)
В феврале-марте 2009 года, группа гастролировала по Великобритании и Европе с The Gaslight Anthem и Фрэнком Тёрнером, а после отдельно от них с небольшим туром в Великобритании. Во время концертов в Европе, группа рассказала о своих планах по подготовке тура по США вместе с Have Heart, а также о начале работы над новым альбомом, который спродюсирует Мэтт Бейлс.
Второй альбом группы, Chasing Hamburg, был анонсирован 28 мая 2009. Релиз планировался на 8 сентября 2009 года, но, в соответствии с пресс-релизом, альбом вышел раньше объявленной даты на Bridge 9 на 12" LP и CD. 21 июня 2010 года, би-сайд Chasing Hamburg — «Drifting Thing (Team Goldie Remix)» стал доступен на сайте AbsolutePunk , а позже был выпущен B9 на виниле ограниченным количеством в 500 копий во время их ежегодной осенней распродажи. 8 августа 2010 года группа сыграла на Heavy Music Festival в Фолкстоне, Кент, Великобритания.
30 октября было объявлено, что группа заменит Alesana на фестивале Soundwave 2011 в Австралии. За время пребывания в Австралии, Polar Bear Club сыграли несколько совместных концертов с Terror, Fucked Up и The Bronx.
Третий альбом группы, Clash Battle Guilt Pride, был записан с Брайаном Мактернаном в студии Salad Days в Балтиморе и выпущен в сентябре 2011 года. Группа отправилась в главный тур этой осенью при поддержке Fireworks, Balance and Composure, а также Make Do and Mend.
В марте и апреле 2012 года группа отправилась в тур Glamour Kills в качестве поддержки The Wonder Years, наряду с проектами Transit, The Story So Far, A Loss For Words и Into It. 17 апреля 2012 года было объявлено, что Polar Bear Club выступит на сцене Lock Up на фестивале в Лидсе и Рединге в 2012 году. 31 июля 2012 года они выпустили свой первый концертный альбом Live at the Montage. 26 ноября 2012 года во время открытия их сета для Gaslight Anthem в Бостоне было объявлено, что это было последнее выступление Нейта Морриса с группой.

### Death Chorus(2013)
17 апреля 2013 года группа объявила, что их басист Эрик Хеннинг покинул группу.
В конце февраля и начале марта Polar Bear Club отправились в Австралию в рамках фестиваля Soundwave, они отыграли все пять дат фестиваля, а также два шоу с All Time Low и  Chunk! No, Captain Chunk!.
В мае и июне 2013 года группа отыграла турне по Великобритании, сыграв на фестивале Slam Dunk, а также на более мелких шоу. В последнюю дату тура в Camden Underworld в Лондоне Джимми Штадт сообщил, что группа будет в студии, записывая новый альбом вскоре после окончания концертов. 18 ноября четвертый альбом группы, Death Chorus, был выпущен на лейбле Rise Records, спродюсированный Уиллом Ипом.
В ноябре и декабре 2013 года группа гастролировала с Citizen, Sainthood Reps и Diamond Youth.
В мае 2015 года вокалист Джимми Стадт подтвердил через социальные сети, что в настоящее время группа находится в перерыве.

## Состав группы

### Последний состав
- Джимми Стадт — вокал (2005 - 2015)
- Крис Браун — гитара, вокал (2005 - 2015)
- Патрик Бенсон — гитара (2012 - 2015)
- Тайлер Смит — бас-гитара (2013 - 2015)
- Стив Порт — ударные (2012 - 2015)

### Бывшие члены
- Кевин Махоуни — гитара (2005 - 2006)
- Нейт Моррис — гитара (2006 - 2012)
- Джош Дилан — бас-гитара (2005)
- Грег Одом — бас-гитара (2005 - 2008)
- Эрик Майкл «Goose» Хэннинг — бас-гитара (с 2008 - 2013)
- Боб О’Нил — ударные (2005 - 2006)
- Эммет Мэнк — ударные (2006 - 2011)
- Тайлер Мэурин — ударные (2011 - 2012)

## Дискография

### Студийные альбомы
- Sometimes Things Just Disappear (2008)
- Chasing Hamburg (2009)
- Crash Battle Guilt Pride (2011)
- Death Chorus (2013)

### EP
- The Redder, The Better (2006)
- The Summer Of George (2009)
- Drifting Thing (2010)
- The View, The Life (2011)

### Видеоклипы
- Light Of Local Eyes (2009)
- Living Saints (2010)
- My Best Days (2011)
- Killin' It (2012)
- Screams In Caves (2012)
- WLWYCD (2013)

### Демо
- Demo (2005)